# Obala Ningaloo
Obala Ningaloo (engleski: Ningaloo Coast) zaštićeno je područje svjetske baštine u Indijskom oceanu u australskoj pokrajini Gascoyne (Zapadna Australija) oko 1600 km sjeverno od Pertha. U njezinih 604 500 hektara zaštićenog područja nalazi se više rezervata prirode i drugih zaštićenih područja (njih 21) od kojih je najznamenitiji Ningaloo koraljni greben koji je dug 260 km, a, kako se pruža uz samu morsku obalu (na otprilike 0,5 – 1 km), predstavlja najdulji koraljni greben takve vrste na svijetu. Greben je poznat po velikoj sezonskoj koncentraciji kitopsina koje se tu hrane, ali i ostalim morskim životinjama kao što su 500 vrsta riba, 300 vrsta koralja, 600 vrsta mekušaca i brojnih drugih morskih beskralježnjaka.
Godine 1987. obala Ningaloo proglašena je Pomorskim parkom, a 2011. godine upisana je na UNESCO-ov popis mjesta svjetske baštine u Australiji i Oceaniji kao dom mnogih morskih životinja poput kitopsina i morskih kornjača kao što je Glavata želva.
Kopneni dio zaštićenog područja čini raskošan sustav krša, podzemnih špilja, vodenih potoka i prirodnih cjevovoda. U njima obitava puno rijetkih vrsta što svjedoči o važnosti njegove pomorske i kopnene bioraznolikosti.
U zaštićenom području od 705 015 hektara nalazi se više zaštićenih područja: 
- Prirodna skloništa: Bundegi, Murat, Lighthouse Bay, Jurabi, Tantabiddi, Mangrove, Lakeside, Mandu, Osprey, Winderabandi, Cloates, Bateman, Maud, Pelican, Cape Farquhar, Gnarraloo Bay, 3 Mile i Turtles;
- Rezervati prirode: South Muiron, North Muiron i Sunday Island.

- Kopno Ningalooa
- Gnaraloo termitnjaci tzv. „nadgrobni spomenici”
- Kitopsina na Ningaloo grebenu
- Manta na Ningaloo grebenu
- Nacionalni park Cape Range
- Exmouth

## Vanjske poveznice
- Kampanja "Spasite Ningaloo" (engl.) Posjećeno 25. srpnja 2011.
- Podvodne snimke s Ningaloo grebena  Arhivirana inačica izvorne stranice od 9. lipnja 2011. (Wayback Machine) (engl.) Posjećeno 25. srpnja 2011.